# Wanderlust (альбом)
| Совокупная оценка   | Совокупная оценка |
| Источник            | Оценка            |
| ------------------- | ----------------- |
| Metacritic          | 62/100            |
| Оценки критиков     |                   |
| Источник            | Оценка            |
| Clash               | 8/10              |
| Daily Mail          | [ 3 ]             |
| The Daily Telegraph | [ 4 ]             |
| Digital Spy         | [ 5 ]             |
| The Guardian        | [ 6 ]             |
| The Independent     | [ 7 ]             |
| The Irish Times     | [ 8 ]             |
| MusicOMH            | [ 9 ]             |
| The Observer        | [ 10 ]            |
| Virgin Media        | [ 11 ]            |

Wanderlust — пятый студийный альбом английской певицы Софи Эллис-Бекстор, вышедший 20 января 2014 года.

## Об альбоме

### Запись альбома
В мае 2013 певица опубликовала видео о том, как шла работа над созданием альбома. Музыкант Эд Хардкурт непосредственно принимал участие в записи альбома. Обложку альбома Софи представила через аккаунт в Твиттере.

### Продвижение
Софи Эллис-Бекстор летом 2013 года подтвердила, что готов трек-лист к следующему альбому и диск должен выйти осенью 2013 года, но позже сообщила, что дата выхода перенесена на январь 2014 года. 20 ноября 2013 года певица выпустила первый сингл - "Young Blood", демоверсию которого она представила ранее. Клип певицы на этот лид-сингл вышел 25 ноября.
По словам певицы, альбом пропитан любовью к России. На обложке альбома заметно влияние кириллицы.

## Интересные факты
- Композиция «Birth Of An Empire» («Рождение империи») на стадии создания носила название «Mother Russia» («Матушка Россия»).

## Список композиций
| №   | Название                        | Длительность |
| --- | ------------------------------- | ------------ |
| 1.  | «Birth Of An Empire»            | 3:48         |
| 2.  | «Until The Stars Collide»       | 3:39         |
| 3.  | «Runaway Daydreamer»            | 4:00         |
| 4.  | «The Deer & The Wolf»           | 3:54         |
| 5.  | «Young Blood»                   | 4:28         |
| 6.  | «Interlude»                     | 2:23         |
| 7.  | «13 Little Dolls»               | 3:32         |
| 8.  | «Wrong Side Of The Sun»         | 3:50         |
| 9.  | «Love Is A Camera»              | 4:13         |
| 10. | «Cry To The Beat Of The Band»   | 3:38         |
| 11. | «When The Storm Has Blown Over» | 3:31         |